# Благодатовский сельский совет (Великоалександровский район)
Благодатовский сельский совет (укр. Благодатівська сільська рада) — входит в состав
Великоалександровского района
Херсонской области
Украины.
Административный центр сельского совета находится в 
с. Благодатовка
.

## История
- 1946 — дата образования.

## Населённые пункты совета
- с. Благодатовка
- с. Андреевка
- с. Лозовое
- с. Малая Сейдеминуха
- с. Новогреднево
- с. Сухой Ставок